# جانلوئیجی جسی
جانلوئیجی جسی (ایتالیایی: Gianluigi Jessi؛ زادهٔ ۷ ژوئیه ۱۹۴۵) بازیکن بسکتبال اهل ایتالیا بود. وی در بازی‌های المپیک تابستانی ۱۹۶۸ شرکت کرده‌است.